# Provincia di Kütahya
La provincia di Kütahya (in turco Kütahya ili) è una provincia della Turchia.

## Geografia fisica
La provincia di Kütahya è caratterizzata da ampie aree collinose di terra agricola che culminano in alte catene montuose ad ovest e a nord.

## Geografia antropica

### Suddivisioni amministrative

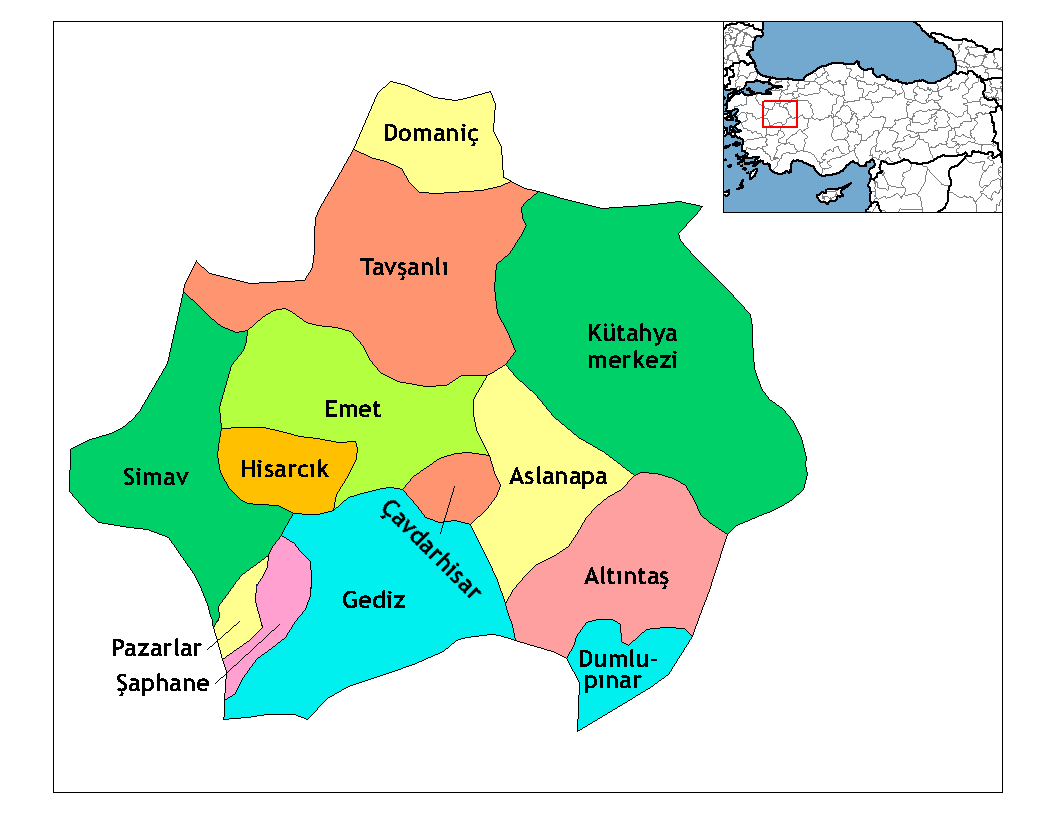
Distretti della provincia di Kütahya

La provincia è divisa in 13 distretti: 	
| - Kütahya (centro) - Altıntaş - Aslanapa - Çavdarhisar - Domaniç - Dumlupınar - Emet | - Gediz - Hisarcık - Pazarlar - Şaphane - Simav - Tavşanlı |

Fanno parte della provincia 75 comuni e 536 villaggi.